# Juan Garriga
Juan Garriga Vilaresau (Barcellona, 29 marzo 1963 – Barcellona, 27 agosto 2015) è stato un pilota motociclistico spagnolo.

## Carriera

### Pilota
Esordisce nel motomondiale nel 1984 con una Yamaha nella classe 250 senza ottenere però piazzamenti a punti; nello stesso anno vince il Campionato Spagnolo di Velocità. Nel 1985 vince la tappa spagnola del campionato Europeo Velocità e giunge al 14º posto nella classifica finale; contemporaneamente nel motomondiale guadagna punti iridati in due gran premi e giunge 18º al termine della stagione. Nel 1986 passa alla classe 500 a bordo di una Cagiva C10 e giunge 17º nel mondiale e conquista il suo secondo titolo di campione di Spagna.
Nello stesso periodo disputa diverse gare di durata per Ducati vincendo per tre volte consecutive (1984, 1985 e 1986) la 24 ore del Montjuïc.
Nel 1987 torna nella 250 a bordo di una Yamaha, ottenendo un secondo posto in Portogallo (dove ottiene anche la pole position) e un terzo posto in Spagna e l'11º posto finale; conquista inoltre il suo terzo e ultimo titolo nazionale. Nel 1988 ottiene tre vittorie (Portogallo, Olanda e Cecoslovacchia), tre secondi posti (Spagna, Jugoslavia e Svezia) e quattro terzi posti (Nazioni, Germania Ovest, Austria e Gran Bretagna) e una pole position in Gran Bretagna; termina la stagione in 2ª posizione dietro a Sito Pons.
Nel 1989 si classifica 8º. Nel 1990 torna in 500, restando fedele alla stessa casa e conclude 6º. Nel 1991 è 7º. Nel 1992 ottiene un terzo posto in Gran Bretagna e il 7º posto finale.
Nel 1993 partecipa al campionato mondiale Superbike con una Ducati 888 del team Ducati Grottini, disputando le prime quattro prove (8 gare) in calendario e classificandosi al 12º posto finale. Sempre nel 1993 corre un solo Gran Premio nel motomondiale in 500 a bordo di una Cagiva C593 del Cagiva Team Agostini, ottenendo il nono posto in gara e il 25º posto nel mondiale piloti.

### Dopo il ritiro
Una volta conclusa l'attività agonistica, Garriga inizia ad avere problemi di tossicodipendenza e a livello economico, che lo portano a perdere la sua casa e a venire arrestato due volte, la prima nel 1998 e la seconda nel 2015, per traffico di droga. Nel 2003 viene condannato a due anni di carcere per traffico di stupefacenti e porto abusivo di armi (la pena fu commutata in lavori sociali); dieci anni dopo ebbe un infarto.
Muore il 27 agosto 2015 all'età di 52 anni a seguito di un incidente in moto.

## Risultati in gara

### Motomondiale
| 1984 | Classe | Moto   |  |  |    |  |  |    |    |  |  |  |  |  |  |  |  | Punti | Pos. |
| ---- | ------ | ------ |  |  | -- |  |  | -- | -- |  |  |  |  |  |  |  |  | ----- | ---- |
| 1984 | 250    | Yamaha |  |  | 25 |  |  | NQ | 14 |  |  |  |  |  |  |  |  | 0     |      |

| 1985 | Classe | Moto        |     |    |     |    |   |     |    |   |    |    |    |    |  |  |  | Punti | Pos. |
| ---- | ------ | ----------- | --- | -- | --- | -- | - | --- | -- | - | -- | -- | -- | -- |  |  |  | ----- | ---- |
| 1985 | 250    | Cobas-Rotax | Rit | 18 | Rit | 11 | 7 | Rit | NP | 7 | 11 | 20 | 14 | 14 |  |  |  | 8     | 18º  |

| 1986 | Classe | Moto   |   |     |     |     |    |    |     |    |     |  |     |    |  |  |  | Punti | Pos. |
| ---- | ------ | ------ | - | --- | --- | --- | -- | -- | --- | -- | --- |  | --- | -- |  |  |  | ----- | ---- |
| 1986 | 500    | Cagiva | 8 | Rit | Rit | Rit | 12 | 10 | Rit | 20 | Rit |  | Rit | NE |  |  |  | 4     | 17º  |

| 1987 | Classe | Moto   |   |   |   |     |    |   |   |    |  |  |   |   |   |    |   | Punti | Pos. |
| ---- | ------ | ------ | - | - | - | --- | -- | - | - | -- |  |  | - | - | - | -- | - | ----- | ---- |
| 1987 | 250    | Yamaha | 6 | 3 | 8 | Rit | 11 | 9 | 8 | NP |  |  | 9 | 7 | 2 | 10 | 7 | 46    | 11º  |

| 1988 | Classe | Moto   |   |    |   |   |   |   |   |   |   |   |   |   |   |   |   | Punti | Pos. |
| ---- | ------ | ------ | - | -- | - | - | - | - | - | - | - | - | - | - | - | - | - | ----- | ---- |
| 1988 | 250    | Yamaha | 6 | 10 | 2 | 1 | 3 | 3 | 3 | 1 | 6 | 2 | 4 | 3 | 2 | 1 | 5 | 221   | 2º   |

| 1989 | Classe | Moto   |    |   |     |   |     |   |     |   |     |   |   |   |    |   |    | Punti | Pos. |
| ---- | ------ | ------ | -- | - | --- | - | --- | - | --- | - | --- | - | - | - | -- | - | -- | ----- | ---- |
| 1989 | 250    | Yamaha | 10 | 4 | Rit | 4 | Rit | 8 | Rit | 5 | Rit | 7 | 8 | 6 | 10 | 7 | 11 | 98    | 8º   |

| 1990 | Classe | Moto   |    |   |   |   |   |   |     |   |   |   |   |   |   |   |   | Punti | Pos. |
| ---- | ------ | ------ | -- | - | - | - | - | - | --- | - | - | - | - | - | - | - | - | ----- | ---- |
| 1990 | 500    | Yamaha | 10 | 6 | 9 | 8 | 7 | 9 | Rit | 6 | 9 | 8 | 7 | 8 | 5 | 5 | 6 | 121   | 6º   |

| 1991 | Classe | Moto   |   |     |   |   |   |   |   |   |    |    |   |   |   |   |   | Punti | Pos. |
| ---- | ------ | ------ | - | --- | - | - | - | - | - | - | -- | -- | - | - | - | - | - | ----- | ---- |
| 1991 | 500    | Yamaha | 7 | Rit | 8 | 4 | 8 | 7 | 6 | 6 | 12 | 11 | 9 | 7 | 6 | 6 | 4 | 121   | 7º   |

| 1992 | Classe | Moto   |    |   |   |   |   |    |   |   |   |   |   |     |    |  |  | Punti | Pos. |
| ---- | ------ | ------ | -- | - | - | - | - | -- | - | - | - | - | - | --- | -- |  |  | ----- | ---- |
| 1992 | 500    | Yamaha | 12 | 9 | 4 | 7 | 6 | 10 | 9 | 4 | 8 | 4 | 3 | Rit | 10 |  |  | 61    | 7º   |

| 1993 | Classe | Moto   |  |  |  |  |  |  |  |   |  |  |  |  |  |  |  | Punti | Pos. |
| ---- | ------ | ------ |  |  |  |  |  |  |  | - |  |  |  |  |  |  |  | ----- | ---- |
| 1993 | 500    | Cagiva |  |  |  |  |  |  |  | 9 |  |  |  |  |  |  |  | 7     | 27º  |

| Legenda | 1º posto        | 2º posto            | 3º posto            | A punti      | Senza punti        | Grassetto – Pole position Corsivo – Giro più veloce |
| Legenda | Gara non valida | Non qual./Non part. | Ritirato/Non class. | Squalificato | '-' Dato non disp. | Grassetto – Pole position Corsivo – Giro più veloce |

### Campionato mondiale Superbike
| 1993 | Moto   |    |   |     |   |   |   |   |   |  |  |  |  |  |  |  |  |  |  |  |  |  |  |  |  |  |  | Punti | Pos. |
| ---- | ------ | -- | - | --- | - | - | - | - | - |  |  |  |  |  |  |  |  |  |  |  |  |  |  |  |  |  |  | ----- | ---- |
| 1993 | Ducati | 11 | 8 | Rit | 2 | 6 | 5 | 7 | 5 |  |  |  |  |  |  |  |  |  |  |  |  |  |  |  |  |  |  | 71    | 12º  |

| Legenda | 1º posto        | 2º posto            | 3º posto           | A punti      | Senza punti        | Grassetto – Pole position Corsivo – Giro più veloce |
| Legenda | Gara non valida | Non qual./Non part. | Ritirato/Non class | Squalificato | '-' Dato non disp. | Grassetto – Pole position Corsivo – Giro più veloce |